# Tutong (Fluss)
Der Tutong (mal.: Sungai Tutong) ist ein Fluss in Brunei auf der Insel Borneo. Er entspringt im Süden Bruneis an der Grenze zu Malaysia und hat eine Länge von 137 Kilometern. Sein Einzugsgebiet von 1300 km² umfasst praktisch den Distrikt Tutong, der auch nach ihm benannt ist. Er mündet bei der Distrikt-Hauptstadt Tutong in das Südchinesische Meer.